# Łobozew (gromada)
Łobozew – dawna gromada, czyli najmniejsza jednostka podziału terytorialnego Polskiej Rzeczypospolitej Ludowej w latach 1954–1972.
Gromady, z gromadzkimi radami narodowymi (GRN) jako organami władzy najniższego stopnia na wsi, funkcjonowały od reformy reorganizującej administrację wiejską przeprowadzonej jesienią 1954 do momentu ich zniesienia z dniem 1 stycznia 1973, tym samym wypierając organizację gminną w latach 1954–1972.
Gromadę Łobozew z siedzibą GRN w Łobozewie (Górnym) utworzono – jako jedną z 8759 gromad na obszarze Polski – w powiecie ustrzyckim w woj. rzeszowskim na mocy uchwały nr 35/54 WRN w Rzeszowie z dnia 5 października 1954. W skład jednostki weszły obszary dotychczasowych gromad Łobozew, Telesznica Sanna, Telesznica Oszwarowa i Daszówka ze zniesionej gminy Łobozew w tymże powiecie. Dla gromady ustalono 9 członków gromadzkiej rady narodowej.
1 stycznia 1969 do gromady Łobozew włączono wieś Sokole ze znoszonej gromady Polana w tymże powiecie.
W 1971 roku gromada Łobozew liczyła 429 mieszkańców, zamieszkujących miejscowości: Daszówka (22), Łobozew Dolny (161), Łobozew Górny (133), Sokole (2), Teleśnica Oszwarowa (111) i Teleśnica Sanna (0).
1 listopada 1972, w związku ze zniesieniem powiatu ustrzyckiego, gromada weszła w skład nowo utworzonego powiatu bieszczadzkiego w tymże województwie.
Gromada przetrwała do końca 1972 roku, czyli do kolejnej reformy gminnej.